# 영녕공
왕준(王綧, 1223 ~ 1283)은 고려의 왕족으로 본관은 개성왕씨(開城王氏)이다. 현종의 후손으로, 현종의 넷째 아들 정간왕의 6대손 청화후 경(淸化侯璟)의 아들이며 승화후 온(承化侯 溫)의 아우이다. 작위는 영녕공(永寧公)이다.
삼별초의 지도자 승화후 온의 친동생이자 삼별초 토벌대의 지휘관인 왕옹의 아버지이다. 원사(元史)에는 그가 제로총관부(諸路摠管部)의 총관에 임명되었다고 기록되어있다. 원사에는 쌍성총관부의 기록이 없으며 왕준은 안무고려군민총관을 했으며 심주를 다스렸다.

## 가계
- 조부 : 계성후(桂城侯) 왕원(王沅)
  - 아버지 : 청화후(淸化侯) 왕경(王璟)
    - 형님 : 승화후(承化侯) 왕온(王溫)
    - 형님 : 단양백(丹陽伯) 왕서(王楈)
    - 아우 : 사공(司空) 왕정(王珽)

- 아들 : 신안후(信安侯) 왕옹(王雍)[2]
  - 손자 : 광릉후(廣陵侯) 왕미(王亹)
- 아들 : 광화후(光化侯) 왕희(王熙)[3]
  - 손자 : 사공(司空) 왕형(王珩)
  - 손자 : 사공(司空) 왕구(王玖)
- 아들 : 영인후(寧仁侯) 왕함(王諴)[4]
  - 손자 : 연창군(延昌君) 왕원(王元)
- 아들 : 수사도(守司徒) 왕지(王禔)
- 아들 : 사도(司徒) 왕화(王和)
  - 손자 : 정윤(正尹) 왕연(王衍)
- 아들 : 화의군(和義君) 왕림(王琳)
  - 손자 : 화의대군(和義大君) 왕거(王琚)
    - 증손자: 덕풍군 德豊君 왕의 (王義)
      - 왕의 딸: 익비 한씨-공민왕의 부인

## 왕준이 등장한 작품
- 《무신》(MBC, 2012년~2012년, 배우:김지완)